# Андріяш Інна Михайлівна
І́нна Миха́йлівна Андріяш — українська оперна та концертно-камерна співачка (сопрано), регент хору, засновник та викладач вокальної школи з унікальною розробкою свого власного методу, педагог, громадська діячка, автор Музичного проекту "Єднання Співочих Сердець"
Веде активну концертно-просвітницьку діяльність в Україні та за кордоном, до якої залучає власних учнів та відомих майстрів української та світової музичної культури.

## Життєпис
Закінчила  школу із золотою медаллю.
Закінчила Харківський інститут мистецтв імені І. П. Котляревського (1992—1997) — кафедра сольного співу та оперної підготовки, клас професора Тамари Веске.,
2006—2011 — аспірантура Національної музичної академії імені П. І. Чайковського (кафедра академічного співу, клас народного артиста України Романа Майбороди), закінчила на відмінно.
Створила авторську програму «Ave Maria», яка була записана в Національному будинку органної та камерної музики телеканалом «Культура» та неодноразово звучала в ефірі.
Працювала солісткою Харківської філармонії, солісткою Київського музичного товариства.
2000—2002 — солістка ансамблю «Благовість».
2001—2006 — викладач сольного співу в Вищому музичному училищі імені Глієра (нині Інститут музики).
Відкрила власний навчальний музично-вокальний заклад «Соло співочого серця».
З 2014 — завідувач культурно-просвітницького відділу Братства Архістратига Божого Михаїла при Свято-Михайлівському монастирі м. Києва.
В 2016 — створила вокальний квінтет солістів при Свято-Покровській парафії УАПЦ(м. Боярка)по благословінню настоятеля Димитрія Присяжного)
Читає курс лекцій «Методика викладання сольного співу» для студентів вокального факультету.
Регент та художній керівник квінтету солістів церковного хору Свято-Покровського Храму УАПЦ м. Боярка, де наймолодша солістка, її донька Софія Андріяш-Місько.
Має сольні програми, з якими успішно виступає в Україні та за її межами.
Має талановитих та відомих випускників: Alex Luna, Оксана Дем'янчук, Наталія Бондар, Микола Стародуб (священик) та інші. Має практику підготовки конкурсантів на «Х-фактор», «Україна має талант» та інші телешоу.
Проживає в місті Києві.

## Дискографія і фільмографія
- В 2006 під лейблом «Атлантик» записала компакт-диск «Я в серці маю те, що не вмирає…».[2]
- В 2007 з камерним складом Національного оркестру народних інструментів України під лейблом «Атлантик» записала компакт-диск «Ave Maria».[3]
- Фільм «Мелодії серця» створений по творчості Інни Андріяш та її доньки Софійки Місько на ДТРК «Культура».
- музичний фільм «Ave Maria».

## Громадська діяльність
ПрезиГолова журі Всеукраїнського конкурсу вокалістів «Осіння пісня» імені І. Коваленка.
Всеукраїнська громадська організація Жінок-Мироносиць
"Всеукраїнське Товариство ім.Олени Теліги"
Президент та Засновник Всесвітнього Музичного Фестивалю "Єднання Співочих Сердець".

## Відзнаки
Лауреат всеукраїнських і міжнародних конкурсів та фестивалів:
Створила авторський музичний проект "Єднання Співочих Сердець" та Фестиваль під цією ж назвою, що проходить в Україні та за кордоном.(Іспанія)
- Міжнародний вокальний конкурс ім. О. Петрусенко (Татарстан)
- Конкурс «Срібна земля» (м. Ужгород)
- Пісенний фестиваль ім. Івасюка
- Телевізійний фестиваль на УТР «Рідна мати моя»
- Телевізійний фестиваль «Прем'єра пісні»
- Заслужена артистка естрадного мистецтва України.